# 루이 카르티에

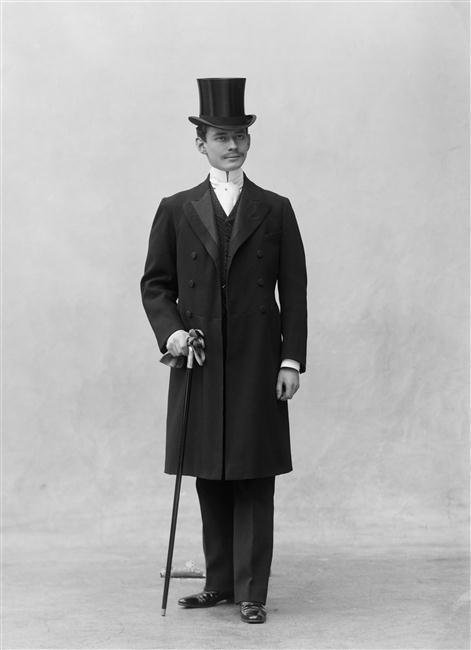

루이 까르띠에(프랑스어: Louis Cartier, 1875~1942년)는 프랑스의 시계공이자 기업가다. 선대로부터 이어진 보석회사 까르띠에를 물려받은 뒤, 까르띠에의 사업을 시계 분야로 확장시켰다.